# Telediario (Chile, 1968-1975)
Telediario fue un informativo televisivo chileno transmitido en el canal público Televisión Nacional de Chile entre 1968 y 1970, cuando fue reemplazado por Martini al instante y entre 1973 (en reemplazo de Noticiero, informativo oficial durante el gobierno de Salvador Allende) y 1975, cuando fue reemplazado por 60 minutos.

## Historia

### Primera etapa (1968-1970)
La primera versión de Telediario inició sus emisiones el 12 de diciembre de 1968, cuando fue inaugurada la primera estación de TVN en Arica. El primer Telediario fue presentado por el locutor Gabriel Muñoz, estando su producción a cargo de Paparazzi Producciones (creada por Eduardo Ravani y Fernando Alarcón) y bajo la dirección periodística de Fernando Reyes Matta. El primer Telediario emitido para Santiago, desde el 18 de septiembre de 1969, fue leído por Adolfo Yankelevich.
Durante su primera etapa, existía una sola edición de Telediario, la cual era emitida diariamente a las 21:30 (hora local). En noviembre de 1969, el informativo poseía un 1,5% de audiencia, contra un 38,5% de Martini al instante (Canal 13) y un 16,6% de El Continental (Canal 9).
Debido a la escasez de sintonía, el 1 de marzo de 1970, Telediario, es reemplazado por Martini al Instante, el cual provenía de Canal 13. En dicho canal, la salida del informativo presentado por César Antonio Santis, es compensada con el inicio de Teletrece.

### Segunda etapa (1973-1975)
La segunda etapa de Telediario se inicia el 15 de septiembre de 1973, cuatro días después del golpe de Estado y durante los cuales Televisión Nacional estuvo cerrado y sin transmisiones, siendo su señal ocupada por la de Canal 13, por disposición de la Junta Militar gobernante. El nombre Telediario regresa para reemplazar a Noticiero, que había sido el informativo central del canal estatal entre el 26 de abril de 1971 y el 10 de septiembre de 1973. Los presentadores en esta etapa fueron los locutores Pepe Abad, Darío Aliaga, Patricio Varela y Rodolfo Herrera. Telediario fue reemplazado por 60 Minutos, el 4 de abril de 1975, debido a la alta sintonía del entonces Nuevo Teletrece. Sin embargo, la mayoría de sus conductores y reporteros se mantuvieron en el Departamento de Prensa de TVN.